# Seggiano
Seggiano è un comune italiano di 1 004 abitanti della provincia di Grosseto in Toscana.
Distante circa 60 km dal capoluogo, il centro è situato su una delle ultime propaggini collinari nord-occidentali del massiccio del Monte Amiata, in posizione dominante rispetto al sottostante corso del fiume Orcia e ai suoi tributari Vivo ed Ente.

## Geografia fisica

### Territorio
Il territorio comunale si estende su una superficie inferiore ai 50 km², tra le pendici nord-occidentali del massiccio montuoso di origine vulcanica del Monte Amiata ed un tratto della Val d'Orcia, nel punto in cui si insinua dalla provincia di Siena verso quella di Grosseto. Confina a nord con il comune di Castiglione d'Orcia e la provincia di Siena, a est con la medesima provincia e con il comune di Abbadia San Salvatore, mentre a sud e a ovest confina con il comune amiatino di Castel del Piano.
Se si eccettuano quote di bassa collina nei pressi degli alvei dei torrenti, il territorio comunale si estende prevalentemente a quote collinari e montuose. Una specie di ulivo, denominata olivastra seggianese, è coltivata anche quote di bassa montagna. Questo per via della buona esposizione che consente la produzione di olio a varie altitudini.
- Classificazione sismica: zona 3 (sismicità bassa), Ordinanza PCM 3274 del 20/03/2003

### Clima
I 2204 gradi giorno includono l'intero territorio comunale di Seggiano in zona E, consentendo l'accensione degli impianti di riscaldamento per un massimo di 14 ore giornaliere nel periodo 15 ottobre-15 aprile.
- Classificazione climatica: zona E, 2204 GG
- Diffusività atmosferica: media, Ibimet CNR 2002

## Storia
Il centro sorse agli inizi del X secolo come possedimento dell'abbazia di San Salvatore al Monte Amiata, che dopo l'anno Mille cedette una parte dei diritti all'abbazia di Sant'Antimo.
Il dominio senese ebbe inizio nella seconda metà del Duecento, durante il quale esercitavano forti influenze le famiglie dei Salimbeni fino a tutto il Trecento e gli Ugurgieri dal Quattrocento in poi.
Il centro rimase nell'ambito territoriale della Repubblica di Siena fino al 1555, anno in cui entrò a far parte del Granducato di Toscana, seguendone le sorti da quel momento in poi.

## Monumenti e luoghi d'interesse

### Architetture religiose

#### Chiese parrocchiali
- Chiesa di San Bartolomeo, costruita nel XIII secolo e ristrutturata più volte in epoche successive, si presenta a tre navate e conserva un polittico trecentesco attribuito al Bulgarini, alcuni dipinti coevi attribuiti a Ugolino Lorenzetti e affreschi del XVI secolo.
- Chiesa di San Lorenzo Martire a Pescina

#### Chiese minori
- Chiesa della Compagnia del Corpus Domini, dedicata anche a san Bernardino a seguito del trasferimento al suo interno del reliquiario con oggetti appartenenti al santo precedentemente conservato presso il convento del Colombaio. Al suo interno sono collocate alcune tele che raffigurano i santi.
- Oratorio di San Rocco, edificato nel XV secolo di fronte alla cinta muraria esterna, custodisce affreschi del pittore Girolamo di Domenico.
- Chiesa di Santa Maria in Villa, situata nell'omonima località alle porte di Seggiano, fu edificata in epoca medievale, con facciata a capanna e campanile a vela; al suo interno è conservata un'immagine della Madonna circondata da affreschi di Francesco Nasini con figure di angeli e santi.
- Chiesa di San Bernardino a Poggioferro.

#### Abbazie, conventi, santuari
- Convento del Colombaio, antico complesso monastico situato non lontano dal castello del Potentino, fu il primo monastero fondato dai francescani in provincia di Grosseto.
- Santuario della Madonna della Carità, edificato in epoca rinascimentale ai piedi del paese e restaurato in epoche successive. La facciata in trachite si presenta in stile barocco; molto caratteristica è la cupola in mattoni. La chiesa conserva un affresco collocato sul portale raffigurante l'Annunciazione mentre all'interno si trovano vari altari.

#### Cappelle
- Cappella di Sant'Antonio da Padova, cappella gentilizia del castello del Potentino.

### Architetture militari
- Mura di Seggiano, costruite a partire dal X secolo, delimitano e racchiudono interamente il borgo medievale, a cui vi si può accedere attraverso una delle tre porte (di San Gervasio, degli Azzolini e del Mercato) che si aprono lungo la cortina muraria.
- Castello del Potentino, di epoca medievale, si trova pochi chilometri a valle a nord-ovest del paese. Il castello, che presenta i segni della ristrutturazione rinascimentale, è sede di una azienda agricola.

## Società

### Evoluzione demografica
Abitanti censiti

### Distribuzione degli abitanti
| Frazioni             | Abitanti (2011) | Altitudine |
| -------------------- | --------------- | ---------- |
| Seggiano (capoluogo) | 485             | 491        |
| Pescina              | 173             | 747        |
| Altre località       | 346             | -          |

### Etnie e minoranze straniere
Secondo i dati ISTAT al 31 dicembre 2010 la popolazione straniera residente era di 164 persone. Le nazionalità maggiormente rappresentate in base alla loro percentuale sul totale della popolazione residente erano:
- Romania,  41 - 4,11%
- Tunisia, 24 - 2,40%

## Cultura

### Istruzione

#### Biblioteche
La biblioteca comunale di Seggiano è stata fondata nel 1977 ed è situata in viale Trento e Trieste.

#### Musei
- Centro di documentazione permanente sui beni culturali del territorio, spiega alcune opere d'arte visitabili nell'area comunale, tra le quali la Madonna col Bambino e Santi del Maestro di Panzano e due opere della scuola dei fratelli Nasini.
- Giardino di Daniel Spoerri, suggestivo parco-museo creato dall'omonimo artista, dove sono collocate numerose opere scultoree sue e di altri artisti internazionali.

## Economia

### Agricoltura

#### Prodotti tipici
- Olio extravergine di oliva Seggiano, produzione locale a denominazione di origine protetta.
- Il formaggio pecorino di Seggiano
- Sugo di scottiglia alla pescinaia, originaria della frazione di Pescina.
- La castagna dell'Amiata

## Geografia antropica

### Frazioni
- Pescina, frazione situata lungo la strada che porta verso la vetta del Monte Amiata. Vi si trova la chiesa di San Lorenzo Martire.

### Le contrade
All'interno dell'area storica del borgo si possono individuare tre contrade:

### Piazza
Si tratta della contrada più antica, il suo territorio si estende dalla piazza principale del paese (Piazza Umberto I) fino alla altezza del vecchio Municipio situato in vicolo del Giuggiolo, a questo livello si identifica infatti il confine con la contrada della Torretta. Il territorio prosegue fino all'altezza di Via Trento e Trieste, all'altezza del quale comincia il territorio della contrada della Fonte. Nel suo territorio si ritrova la chiesa di San Bernardino. I suoi colori sociali sono il bianco e il nero.

### Torretta
La contrada dal territorio più piccolo, che parte dal vicolo del Giuggiolo qui si continua per tutta via Armando Diaz fino a raggiungere via Santa Caterina, dove confina con la Fonte e la Piazza.
Ingloba nel suo territorio l'oratorio di San Rocco e una parte dei giardini comunali.
Verso nord il confine con la piazza è dato dalla Piaggia di Mattia. I colori sociali sono il biaco ed il celeste.

### Fonte
Contrada dal territorio più esteso che si dirama da via Trento e Trieste, inglobando al suo interno la via Cupa e la quasi totalità dei giardini comunali, fino ad arrivare in località la Fonte.
Si ritiene parte di tale contrada anche la zona di più recente edificazione denominata Porto Bello. Al suo interno anche la chiesa della Madonna della Carità e il cimitero.
I colori sociali sono il rosso e il nero.
Al di fuori dal centro storico si individuano due ulteriori contrade di più recente costituzione.

### Castello
Include nel suo territorio la zona rurale dei poderi del versante senese del comune, inglobando nel suo territorio il Castello di Potentino,  e la frazione di Poggioferro, oltre che tutti i terreni coltivati che guardano sulla Val d'Orcia. I suoi colori sono il verde e il giallo.

### Pescina
Contrada che va dalla zona di Portobello, fino al versante seggianese del monte Amiata, inglobando nel suo territorio tutte le frazioni montane del comune. I suoi colori sono il giallo e il rosso.
Da ricordare anche le altre località o borgate che compongono il territorio comunale: Altori, Capanne, Casebrezza, Case Benocci, Case Marchi, Coldelrosso, Mugnaini, Paradiso, Piagge, Poggio a Leccio, Poggioferro, Poggiolo, Trefonti

## Gemellaggi
- Belgodere, dal 2013

## Amministrazione
| Periodo | Periodo   | Primo cittadino | Partito         | Carica  | Note |
| ------- | --------- | --------------- | --------------- | ------- | ---- |
| 1999    | 2004      | Sergio Monaci   | centro-destra   | Sindaco |      |
| 2004    | 2014      | Daniele Rossi   | centro-sinistra | Sindaco |      |
| 2014    | 2019      | Gianpiero Secco | lista civica    | Sindaco |      |
| 2019    | in carica | Daniele Rossi   | centro-sinistra | Sindaco |      |

### Altre informazioni amministrative
Il comune fa parte dell'unione dei comuni montani Amiata Grossetana.